# الجنيفي (المجمعة)
الجنيفي، هي قرية من فئة (ب) تقع في محافظة المجمعة، والتابعة لمنطقة الرياض في السعودية. وتبعد الجنيفي عن محافظة المجمعة بمسافة تقارب () كم.